# Гончаровка (Бобруйский район)
Гончаро́вка (бел. Ганчароўка) — деревня в Бобруйском районе Могилёвской области Республики Беларусь. Входит в состав Химовского сельсовета. 

## География
Расположена рядом с шоссе Бобруйск — Могилёв.

## История

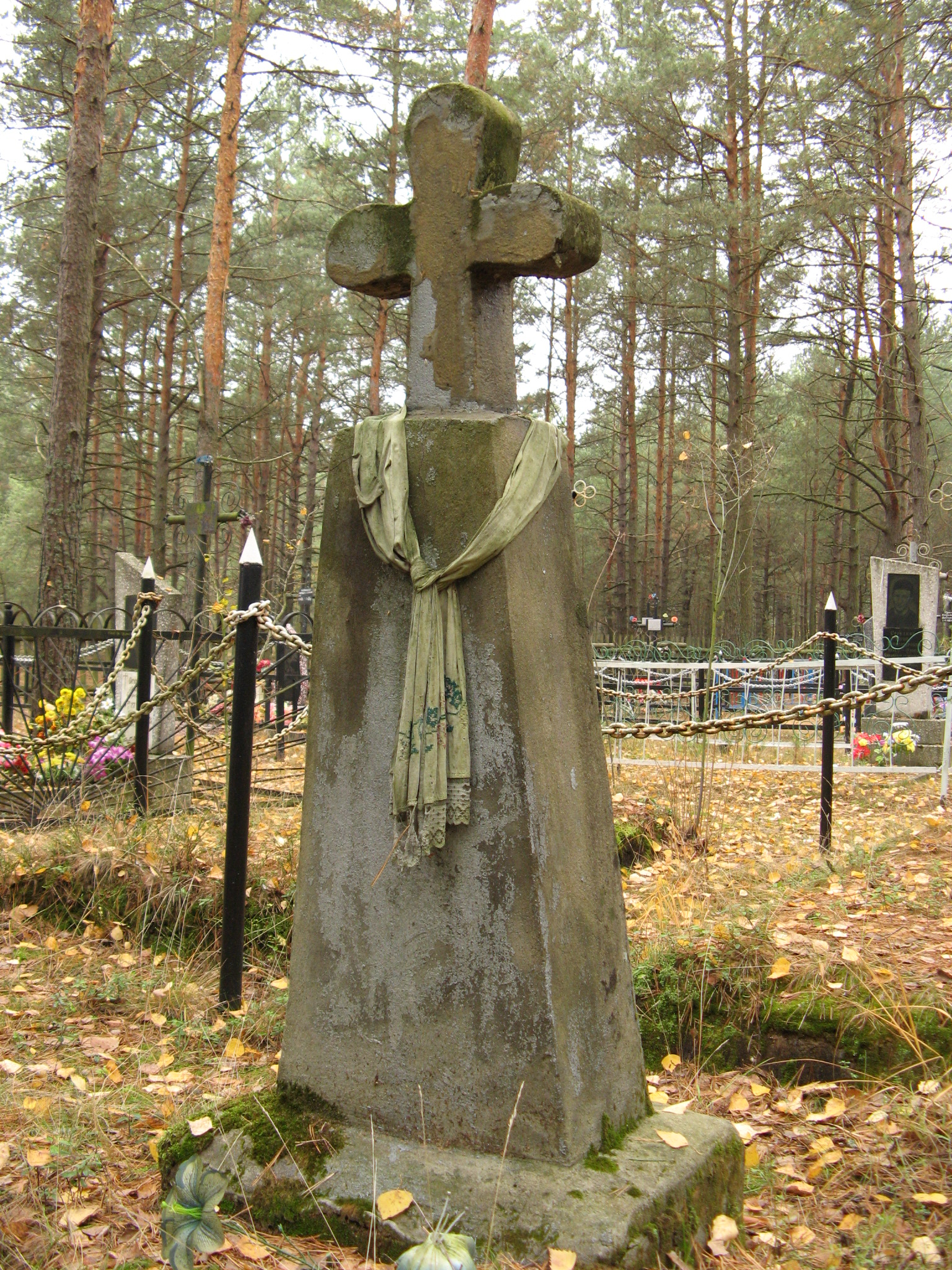
Крест на местном кладбище

Основана в 1925 году на национализированных землях крестьянами из соседних деревень. В 1926 году в деревне было 5 дворов и 23 жителя. В 1934 году был создан колхоз «Сталинская победа». В 1967 году к Гончаровке была присоединена деревня Новая Вёска. В 1975 году на деревенском кладбище был поставлен памятник-обелиск в память о советских воинах, погибших при освобождении деревни. В 1997 году в деревне проживало 78 человек и было 48 дворов, в 2008 году — 60 человек.